# Villa Valmarana (Vigardolo)
La Villa Valmarana, también conocida como Villa Valmarana Bressan, es una villa del siglo XVI relacionada con el arquitecto Andrea Palladio. Se encuentra en la localidad de Vigardolo, en el municipio italiano de Monticello Conde Otto (Vicenza).

## Historia

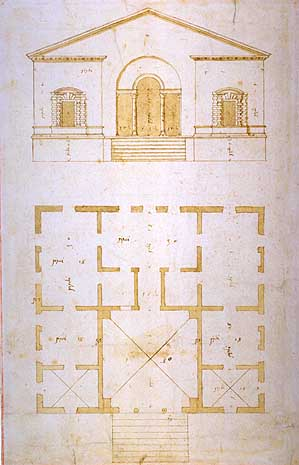
Dibujo autógrafo de Palladio, (Londres, RIBA XVII/2r).

El edificio se atribuye a Andrea Palladio basándose en un dibujo de la villa que es indudablemente del gran arquitecto. La construcción se realizó en los años 1540, lo que hace de ella una de las obras autónomas más antiguas de Palladio.

Fue proyectada en 1542. La villa de pequeño tamaño fue encargada por dos primos de la familia Valmarana, Giuseppe y Antonio, en las tierras heredadas en común en Vigardolo, pocos kilómetros al norte de Vicenza. El trazado de las habitaciones sugiere que proporcionaría alojamiento a dos familias nucleares y así se explicaría la particular disposición de las habitaciones, organizadas en dos apartamentos autónomos y simétricos, accesibles desde el salón posterior en lugar de la logia frontal en común de los dos primos. 
En 1996 la Unesco incluyó al edificio en el conjunto Patrimonio de la Humanidad «La ciudad de Vicenza y las villas palladianas del Véneto».

## Arquitectura

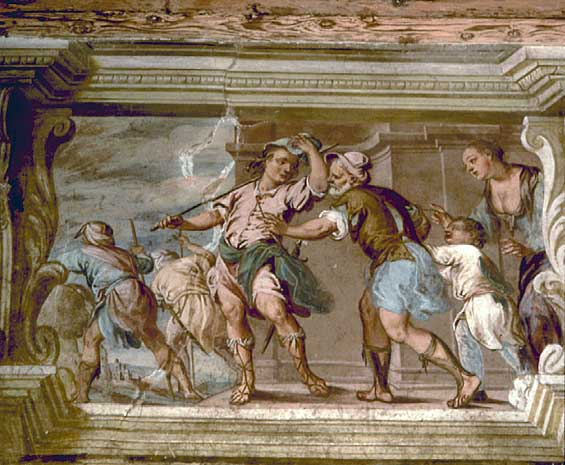
Fresco en la sala central (Fuente: Archivo CISA).

La datación tan precoz de esta obra coloca el proyecto de villa Valmarana entre las primeras pruebas autónomas del arquitecto, testimoniadas por un rico grupo de diseños autógrafos, uno de los cuales (RIBA XVII/2r) es con toda evidencia el proyecto preparatorio para el edificio. Las diferencias entre el diseño y el edificio realizado pueden explicarse con la dificultad surgida en fase de construcción: en la villa falta el alto basamento donde disponer los ambientes de servicio semienterrados (irrealizable por la presencia de numerosos cursos de agua) y el frontón interrumpido, apareciendo un mezzanino o entreplanta; el techo de la logia es plano en lugar de con bóveda. Fragmentos de decoración mural testimonian que la villa estaba en origen completamente decorada; algunos de los frescos son del siglo XVI.
Se trata, en definitiva, de un proyecto de transición, en el que encontramos todavía por vez primera completamente formulados los rasgos característicos del lenguaje palladiano. En la villa están presentes de hecho elementos propios de la tradición constructiva vicentina, como la disposición de las habitaciones, que recuerda a la villa Trissino en Cricoli, y en particular aquellos laterales ligados por precisas relaciones de proporción (2:3:5, y precisamente 12, 18 y 30 pies vicentinos).
Junto a ellas conviven las sugerencias formales derivadas de las grandes estructuras termales antiguas, conocidas por Palladio en su primer viaje a Roma de 1541, bien reconocibles en la logia, en las estructuras abovedadas de las habitaciones y en la serliana utilizada como filtro frente al ambiente exterior.